# Parascorpis
Parascorpis is een geslacht van straalvinnige vissen uit de familie van jutjaw knabbelaars (Parascorpididae). Het geslacht is voor het eerst wetenschappelijk beschreven in 1875 door Bleeker.